# Финан Линдисфарнский
Финан Линдисфарнский (англ. Finan of Lindisfarne; умер в 661) — епископ Линдисфарна. Святой Католической церкви (дни памяти — 9 февраля и 17 февраля).

## Биография
Святой Финан Линдисфарнский был ирландским монахом, получившим подготовку в монастыре Айона (Шотландия). Был епископом монастыря Линдисфарн с 651 по 661 год. При нём был воздвигнут собор в Линдисфарне.
Он обратил ко Господу королей Сигеберта II Эссекского и Педу Мерсийского. Труды святого Беды Достопочтенного «Церковная история народа англов» — основной исторический источник о жизни Финана Линдисфарнского.